# Kościół św. Marcina w Sarnowie
Kościół świętego Marcina w Sarnowie – rzymskokatolicki kościół parafialny należący do parafii pod tym samym wezwaniem (dekanat Chełmno diecezji toruńskiej).
Jest to świątynia wzniesiona na przełomie XIII/XIV wieku, oryginalnie nosiła wezwanie św. Magdaleny. Uszkodzona w 1655 roku w czasie potopu szwedzkiego. Odbudowana przed 1881 rokiem, powstała wtedy również neogotycka kaplica grobowa Działowskich. Kolejnemu zniszczeniu budowla uległa podczas pożaru w 1938 roku. Odbudowana rok później, wtedy również od strony północnej została dostawiona neogotycka kaplica i zakrystia.

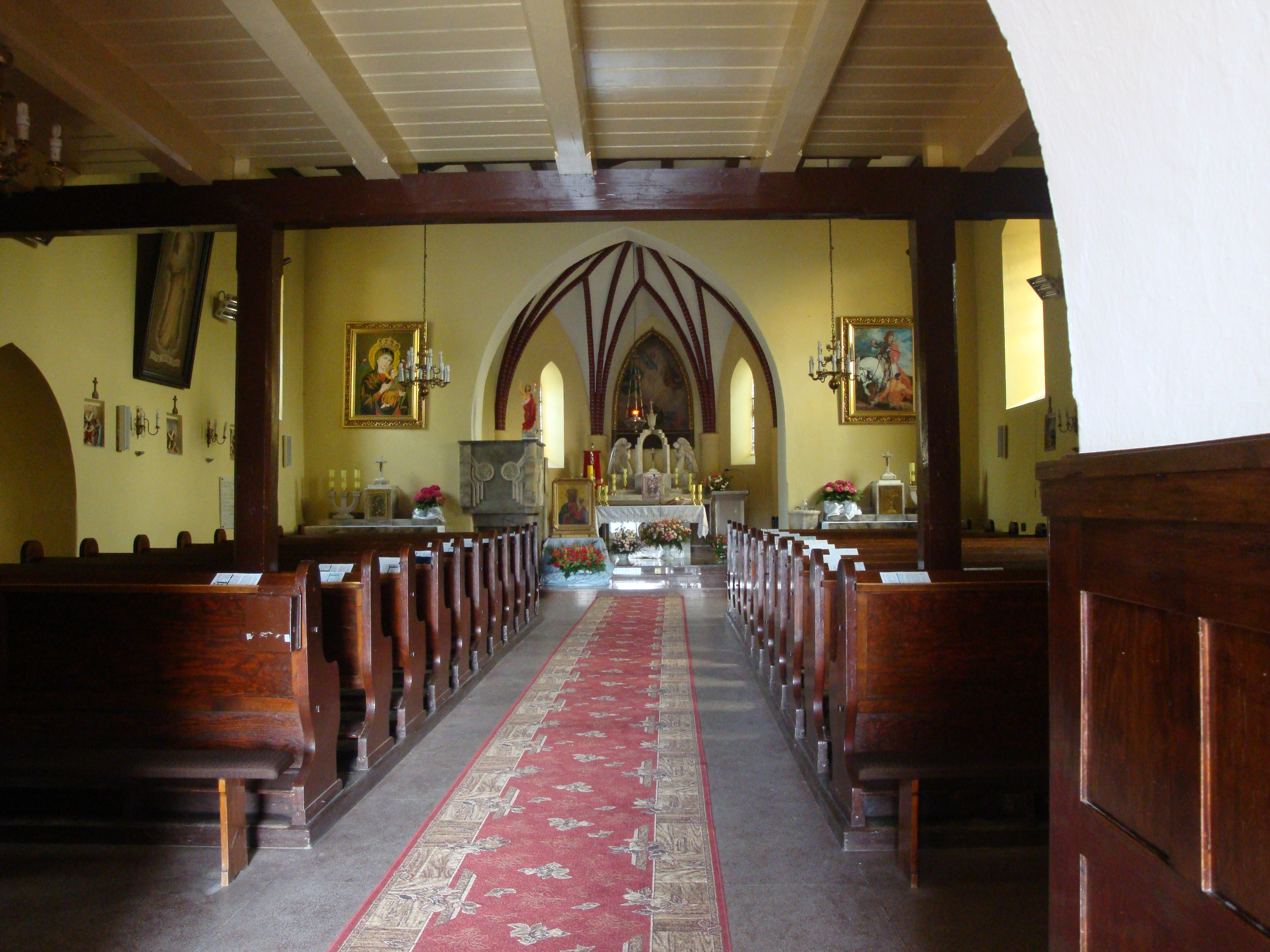
Wnętrze świątyni

Kościół został wybudowany z kamienia polnego przekładanego warstwami z gruzem ceglanym i granitem łamanym. W górnych partiach i na szczycie został nadbudowany cegłą. Otrzymał kształt budowli jednonawowej, orientowanej względem stron świata, posiadającej węższe, trójbocznie zamknięte prezbiterium od strony wschodniej. Długość świątyni to 24 metry, natomiast szerokość to 10 metrów. Zewnętrzne elewacje jej prezbiterium zostały opięte szkarpami, dwie ukośne umieszczone zostały również w zachodnich narożnikach nawy. Wnętrze prezbiterium zostało nakryte rekonstruowanym sklepieniem gwiaździstym.